# La Pierre-Heuzé
Pour les articles homonymes, voir Heuzé.
La Pierre-Heuzé est un quartier du nord-est de Caen.

## Localisation
Il est délimité par :
- au nord et à l'est, le boulevard périphérique de Caen (limite administrative avec Hérouville-Saint-Clair),
- au sud, par l'avenue Victor-Vinde et les rues de la Hache et d'Hérouville,
- à l'ouest, par la rue de la Délivrande et l'avenue de la Côte-de-Nacre.

## Histoire
Jusque dans la deuxième partie du XXe siècle, le secteur a gardé une vocation agricole. Sur le site, on trouvait une ancienne carrière de pierre de Caen appartenant à un nommé Heuzé, ce qui donna son nom à ce lieu-dit.
Dans les années 1950-1960, la population de Caen est marquée par un des plus forts taux de croissance de France. 
Afin de faire face à cet accroissement de la population, le plan d'urbanisme directeur de l'agglomération caennaise, élaboré en 1959 et approuvé en novembre 1965, prévoit donc la création de nouveaux quartiers en périphérie du centre historique. Une nouvelle zone d'habitat de 1 500 logements est programmée à proximité du futur boulevard périphérique Nord et d'Hérouville-Saint-Clair. La zone à urbaniser en priorité de la Pierre-Heuzé est créée le 19 octobre 1960 en même temps que celles du Chemin-Vert et d'Hérouville-Saint-Clair.
Le quartier de la Pierre Heuzé a été construit au milieu des années 1970. Il est aujourd'hui confronté à d’importants problèmes sociaux.
Enclavé au milieu d’un boulevard circulaire (le boulevard Général-Vanier), cette ancienne ZUP connaît des difficultés en partie liées à un habitat concentré et essentiellement social et à la précarité. 
L'espace à l'intérieur du boulevard Général-Vanier est classé en zone urbaine sensible (ZUS). En 2009, cette ZUS regroupe 2 842 habitants. Le revenu par unité de
consommation médian est de 10 045 € (contre 18 390 € au niveau de Caen la mer). En 2010, la part des personnes de 15 à 64 ans ayant un emploi est de 40,1 % Dans le cadre de la nouvelle géographie de la politique de la ville mise en place en 2015, la Pierre-Heuzé est classé parmi les quartiers prioritaires de la politique de la ville (QPV). Mais une partie de l'espace à l'intérieur du boulevard circulaire n'entre pas dans le périmètre, alors qu'une partie située au sud du boulevard est incluse. Le QPV regroupe 2 159 habitants (recensement de 2013) et le taux de pauvreté (au seuil de 60%) s'élève à 49,1 %. Puis en 2018, le taux de pauvreté s'élève à 58 %.

## Équipements et espaces verts
- Zones d'activités et pôles commerciaux
  - Une partie du Péricentre
- Lieux de culte
  - Église Saint-Bernard (paroisse de Sainte-Marie des Portes de la Mer)
- Petites enfances
  - Multi-accueil petite enfance de la Pierre Heuzé
- Enseignement[7]
  - École maternelle et élémentaire Léopold-Sédar-Senghor
  - Collège Fernand-Lechanteur
  - Lycées polyvalents Jules-Dumont-d'Urville et  Pierre-Simon-de Laplace
  - ESPE de Basse-Normandie
- Équipements culturels et de loisirs
  - Bibliothèque de la Pierre-Heuzé (Communauté Urbaine Caen-la-Mer)
- Équipements sportifs
  - Gymnases Maurice-Fouques, de la Pierre-Heuzé Nord et de la Pierre-Heuzé Sud
  - Stades Maurice-Fouques et de la Pierre-Heuzé Sud
  - Plateau sportif de la Pierre-Heuzé ; terrain multi-sports de la Pierre-Heuzé
- Services administratifs
  - Pôle de Vie des Quartiers Nord-est / Point Info 14 (Calvaire St Pierre / Université / St Julien / Pierre Heuzé / St Jean Eudes / St Gilles / Calmette)

## Infrastructures
Le quartier est alimenté en eaux soit par les forages du Bassin de la Mue, soit par l'eau traitée de l'usine de l'Orne et en complément par le mélange des captages de Moulines et de l'eau provenant du Syndicat de production Sud Calvados (Saint-Pierre-sur-Dives - Mézidon-Canon).
Le quartier est couvert par l'ADSL.

## Transport en commun
Le quartier est desservi par les réseaux Twisto à travers les lignes T1, 10, 20, 5, 22, 12 et par la ligne 102 des cars Nomad.